# 1842 en santé et médecine
| Années de la santé et de la médecine : 1839 - 1840 - 1841 - 1842 - 1843 - 1844 - 1845    |
| Décennies de la santé et de la médecine : 1810 - 1820 - 1830 - 1840 - 1850 - 1860 - 1870 |

Cet article présente les faits marquants de l'année 1842 en santé et médecine.

## Événements

Effet Doppler d'une source sonore en mouvement

- 30 mars : le médecin américain Crawford Long utilise l’éther pour la première fois afin de retirer une tumeur du cou d’un de ses patients, James M. Venable, en lui faisant simplement respirer une serviette imbibée[1].
- 25 juillet : naissance de Daniel Paul Schreber (mort en 1911), magistrat allemand dit le président Schreber, connu pour son ouvrage autobiographique : Mémoires d'un névropathe (Denkwürdigkeiten eines Nervenkranken, Leipzig, 1903), dans lequel il décrit l'histoire de son délire étudié comme un cas de paranoïa par plusieurs grands auteurs, dont, pour la psychanalyse, Sigmund Freud.

- Christian Doppler, mathématicien et physicien autrichien, propose une explication de la modification de la fréquence du son perçu par un observateur immobile lorsque la source sonore est en mouvement[2],[Note 1]. La médecine l'utilisera dans l'échographie Doppler.
- Fondation de la Société de Médecine de Nancy[3],[4].

## Naissances
- 15 janvier : Paul Lafargue (mort en 1911), journaliste, économiste, essayiste, écrivain, médecin et homme politique socialiste français.
- 25 mars : Adolphe Piéchaud (mort en 1899), chirurgien et ophtalmologue français.
- 26 mars : Charles Leale (mort en 1932), chirurgien dans l'armée de l'Union lors de la Guerre de Sécession.
- 22 juin : Ernest Hamy (mort en 1908), médecin, anthropologue et ethnologue français, fondateur du musée d'ethnographie du Trocadéro.
- 26 août : Heinrich Quincke (mort en 1922), médecin interniste et chirurgien allemand.
- 26 novembre : Madeleine Brès, née Madeleine Gebelin (morte en 1921), médecin, première femme française à obtenir le diplôme de docteur en médecine.

## Décès
- 12 juin : François-Joseph Double (né en 1776), médecin français.
- 25 juillet : Dominique-Jean Larrey (né en 1766), médecin et chirurgien militaire français.